# Ворона (притока Дніпра)
Ворона́ (російське перекручення «Вороний» на слово «ручей») — річка в Україні, ліва притока Дніпра. Басейн Чорного моря. Довжина 28 км. Площа водозбірного басейну 224 км². Похил 2,9 м/км. Долина широка, нечітка. Річище звивисте, у гирлі розширюється. Використовується на водопостачання, сільськогосподарські потреби, рибництва.
Бере початок у місті Синельникове. Тече територією Синельниківського району Дніпропетровської області. У місті Синельникове тече з центру міста вздовж вулиці Жлоби і далі по байраку біля Синельниківського цегляного заводу, зливаючись з притокою у Червоного Хутора.
Впливала у Дніпро нижче Товчинської забори.
У гирла на Дніпрі два острови: Великий Махортет і Малий Махортет.
На «Плане порожистой части р. Днепра 1917—1923 гг.» чомусь цю річку названо «Воронья». Ні в давніх описах, ні в живій мові річка ця ніколи не звалась і не зветься «Воронья». В «Книге большому чертежу», тобто в першій російській географії XVI—XVII в., вона зветься Ворона-вода — річка вороненої, темної води. В живій українській мові слово «повороніти»: «піднявся великий вітер, і Дніпро зразу поворонів».

## Притоки
Праві: балка Широка.
Ліві: балка Ракова.

## Населені пункти
Над річкою розташовані такі села, місто (від витоків до гирла): Синельникове, Мар'ївка, Веселе, Суха Калина, Воронівка.